# Óptina Pústyñ
Óptina Pústyñ ruso:(Введенский ставропигиальный мужской монастырь Оптина Пустынь) es un monasterio ortodoxo cerca de Kozelsk en el óblast de Kaluga que fue uno de los centros espirituales más importantes de Rusia en el siglo XIX.
El Óptina Pústyñ solía ser celebrado por sus startsy. Escritores como Nikolái Gógol, Alekséi Jomiakov, Fiódor Dostoyevski, León Tolstói, y Konstantín Leóntiev pidieron consejos de los startsy del monasterio.

## Los startsy de Óptina
- León Nagolkin (1768-1841)
- Makario Ivanov (1788-1860)
- Moisés Putílov (1782-1862)
- Antonio Putílov (1795-1865)
- Hilario Ponomariov (1805-1873)
- Ambrosio Grénkov (1812-1891)
- Isakio Antimónov (1810-1894)
- Anatolio Zertsálov (1824-1894)
- José Litovkin (1837-1911)
- Varsanofio Plijankov (1845-1913)
- Anatolio Potápov (1855-1922)
- Nectario Tíjonov (1853-1928)
- Nikon Beliáyev (1888-1931)
- Isakio Bóbrikov (1865-1938)

## Galería

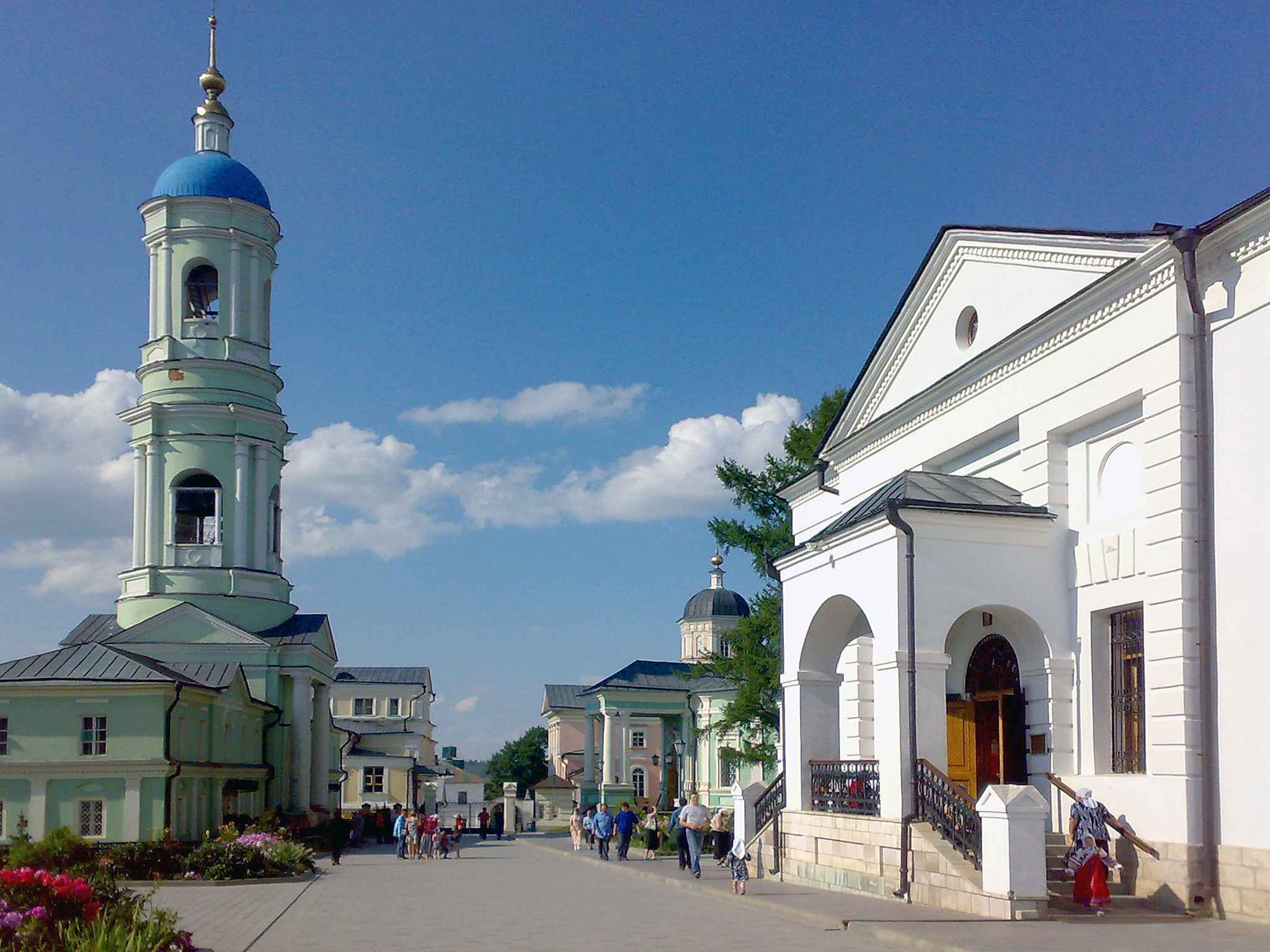
Campanario (izquierda) y la Iglesia de Nuestra Señora de Kazán (derecha) en Óptina Pústyñ.
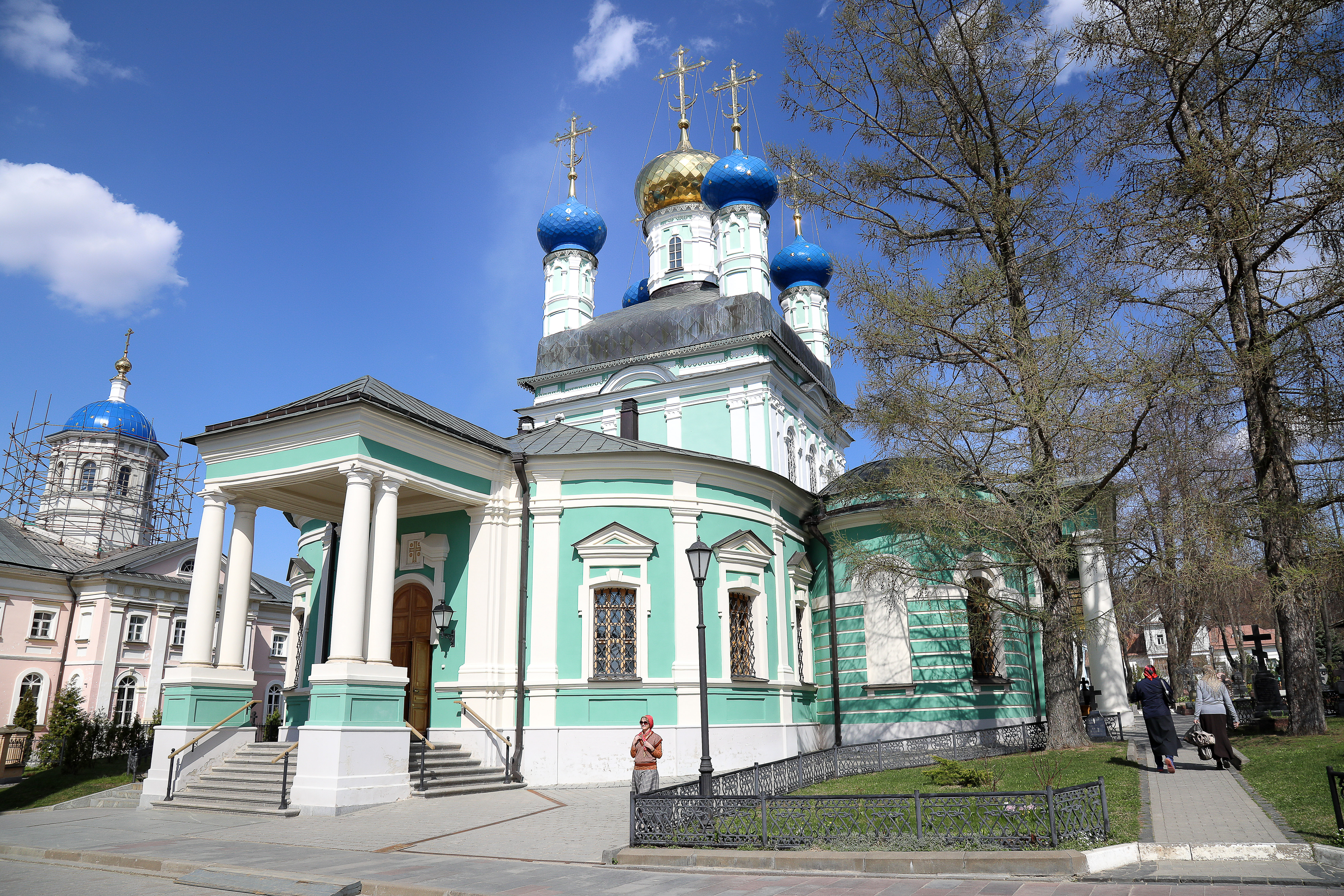
Santa Catedral de Theotokos en Óptina Pústyñ
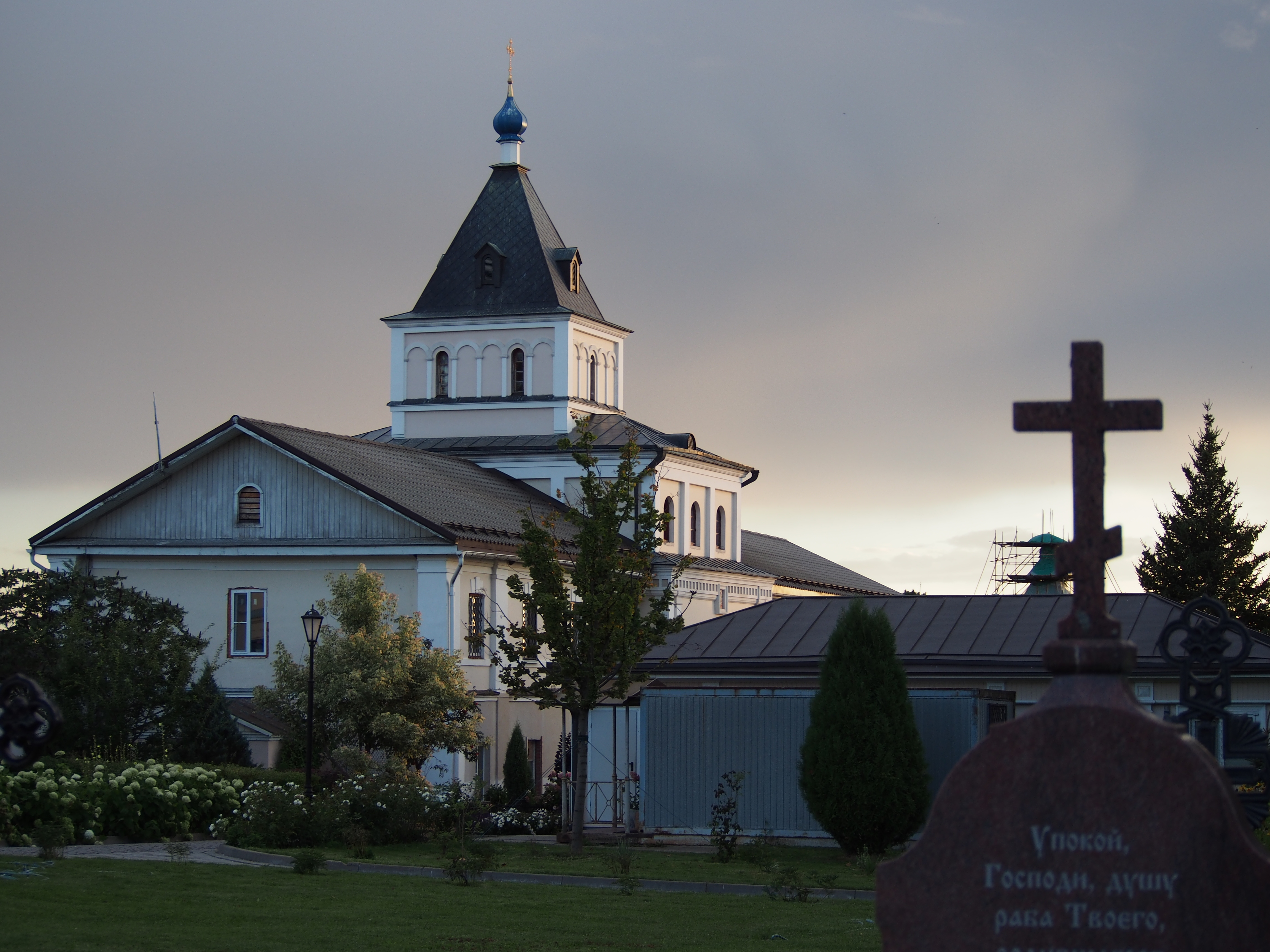
Óptina Pústyñ

- Datos: Q1225920
- Multimedia: Optina Pustyn / Q1225920